# Exèrcit francès

Logo de l'exèrcit de terra

Logdo de la marina nacional

Logo de l'exèrcit de l'aire i de l'espai

Logo de la gendarmeria nacional

L'Exèrcit francès (en francès: forces armées françaises, sovint dit simplement armée française) constitueixen la força militar de la República francesa encarregada de la defensa del país i de la protecció dels interessos nacionals de França. Estan compostes de quatre grans forces de les quals tres estan sota l'autoritat exclusiva del Ministeri de la Defensa (Ministère de la Défense):
- una força terrestre : l'exèrcit de terra francès (Armée de terre);
- una força aèria : l'exèrcit de l'aire i de l'espai francès (Armée de l'air et de l'espace);
- una força naval : la marina nacional francesa (Marine nationale).

La quarta força és la gendarmeria Nacional Francesa (Gendarmerie nationale). Des de la llei del 3 d'agost de 2009, la gendarmeria nacional està adjunta al Ministeri de l'Interior (Ministère de l'Intérieur) i del ministeri de defensa (ministère de la Défense). El personal de la gendarmeria conserva el seu estatus militar i certes formacions especialitzades de la gendarmeria (gendarmerie maritime, gendarmerie de l'air...) són posades sota l'autoritat de l'estat major d'altres forces armades.
Les forces armades franceses comprenen també diversos serveis interexèrcit (interarmées) posats sota la direcció del cap de l'estat major dels exèrcits francesos (Chef d'état-major des armées. Des de la promulgació de la llei 97-1019 del 28 d'octubre de 1997 que reformava el servei nacional i suspenia la conscripció, l'exèrcit francès està compost de militars professionals, de militars reservistes (Réserve militaire) i de civils.
Des de la fi de la Segona Guerra Mundial, l'exèrcit francès ha tornat a ser (com abans de 1940) l'exèrcit més nombrós en efectius d'Europa occidental. El 2011 disposava de 296.493 persones de les quals 228.656 eren militars i 67.837 eren civils.
Durant la seua estada a la República Centreafricana s'ha denunciat llançant acusacions per part d'un grup de cent 100 dones i xiquetes d'haver sigut violades pels cascs blaus.